# Gérard Bramoullé
Pour les articles homonymes, voir Bramoullé.
Gérard Bramoullé, né le 17 décembre 1944 à Aix-en-Provence et mort le 1er décembre 2023 à Venelles, est un économiste et homme politique français. Professeur de sciences économiques, il a enseigné à l'université d'Aix-Marseille, dont il fut le doyen de la faculté d’économie appliquée.
Membre de l’ALEPS et des Nouveaux économistes, d'obédience libérale, il a été adjoint responsable des finances et du budget du maire d’Aix-en-Provence de 1983 à 1989, conseiller municipal d'Aix en Provence de 1995 à 2001, puis adjoint au maire d'Aix en Provence chargé des finances, des rapatriés et du Festival d'Art lyrique en 2001. Il est également vice-président de la Communauté d'agglomération du Pays d'Aix (2001), premier adjoint du maire d'Aix (2014), premier vice-président de la métropole Aix-Marseille Provence chargé de la stratégie budgétaire (2019), puis Président du Pays d'Aix (2021).

## Biographie

### Jeunesse et études
Il est diplômé de l'Institut d'études politiques de Paris (section Service public, 1968) et d'Études Supérieures en droit public[réf. souhaitée](1968). Il est docteur en économie (1972) et agrégé des facultés de sciences économiques.

### Parcours professionnel
Après avoir travaillé au CNRS, il a enseigné l'économie et les finances dans plusieurs universités de Paris (université Panthéon-Sorbonne, université Paris-Dauphine), ainsi qu'à l'université de Picardie. 
Professeur à Aix-Marseille Université de 1973 à 2012, il a été de 1976 à 1979 doyen de la faculté d'Économie Appliquée de cette université, dont il est doyen honoraire. Il a été membre du jury du concours externe de l'ENA, et deux fois membre du jury d'agrégation de sciences économiques. 
Il s'intéresse à la notion de justice sociale et à la méthodologie/épistémologie économique.
Il a publié de nombreux articles et plusieurs ouvrages dont La Monnaie (précis Dalloz, en collaboration), Analyse du déséquilibre(economica), Économie monétaire(Dalloz), La Peste Verte (Les Belles Lettres) et Finances et Libertés locales, pourquoi l'explosion des impôts locaux ? (librairie de l'université).
Membre de l'École autrichienne d’économie et de la Société du Mont Pelerin, Gérard Bramoullé s'est spécialisé dans la méthodologie économique (synthèse des apports de Ludwig von Mises, Karl Popper, Friedrich Hayek et Murray Rothbard).

### Parcours politique
En 1991, dans un pamphlet de 220 pages, il se présente comme ne croyant pas au dérèglement climatique induit par l'homme, ni à une cause humaine au trou de la couche d'ozone. Il s'y montre très critique à l'égard de Michel Serres et de son "contrat naturel" (ouvrage publié en 1990) et des mouvements verts qu'il qualifie de « peste verte » ou « moisissure verte », dont il estime qu'ils sont liberticides et exploitent des peurs irrationnelles du grand public. D'après son éditeur, selon G. Bramoullé : « le déferlement écolomaniaque culmine dans le culte infantile d’une « Terre-Déesse-Mère » qui ne pourrait pleinement exister que débarrassée de toute vie humaine. Devenue une machine totalitaire au service d’un fanatisme aveugle, l’écologie est désormais une Peste verte qui menace tous les êtres humains ».
Il a été membre du Club de l'horloge, dont il a dirigé (à la suite de Jean-Pierre Grima) le cercle provençal, avant d'être remplacé par Jean-Louis Garello.
Engagé dans la vie locale de sa ville natale, il déclare vouloir mener une politique de modération fiscale, de lutte contre les gaspillages publics, d'autonomie des collectivités locales et d'ambition économique. Engagé contre ce qu'il perçoit comme le jacobinisme de la haute fonction publique, il s'est élevé dès l'origine, au nom des principes de subsidiarité, de responsabilité et de proximité, contre le projet de Métropole Aix-Marseille-Provence..
Le 1er septembre 2021, la maire d'Aix-en-Provence, Maryse Joissains-Masini, annonce sa démission pour des raisons de santé. En tant que premier adjoint, il assure dès lors les fonctions de maire d'Aix-en-Provence par intérim.
Il décède à Venelles le 1er décembre 2023,, à l’âge de 78 ans.

## Ouvrages
- Analyse du déséquilibre, avec Jean-Pierre Giran, Economica, 1981[11]
- La Peste Verte, Belles Lettres, Iconoclastes, 1991
- La Monnaie, Précis Dalloz
- Économie politique : la monnaie, la répartition, les échanges internationaux, avec Henri Guitton, Précis Dalloz
- Économie monétaire, Précis Dalloz, 1998
- Finances et Libertés locales, pourquoi l'explosion des impôts locaux ?, Librairie de l'Université Aix, 2006
- 50 ans d'urbanisme en Pays d'Aix, Prolégomènes, 2011 (ISBN 978-2-917584-33-0).
- Metropolis, Le scénario de la Métropole Aix-Marseille 2017, Éguilles, Prolégomènes, 2017, 110 p. (ISBN 978-2-917584-48-4).